# 北徐屯乡
北徐屯乡，是中华人民共和国山西省大同市阳高县下辖的一个乡镇级行政单位。2021年4月，撤销北徐屯乡，整建制并入龙泉镇。

## 行政区划
北徐屯乡下辖以下地区：
北徐屯村、南徐屯村、纪家庄村、夏家场村、马家庄村、沙河台村、姚家庄村、王家庄村、柳家泉村和乔家坊村。